# Orvilliers
Ne doit pas être confondu avec Orvillers-Sorel ou Orvilliers-Saint-Julien.
Orvilliers est une commune française située dans le département des Yvelines en région Île-de-France.

## Géographie

### Situation
La commune est située à 60 km à l'ouest de Paris, et à 16 km au sud de Mantes-la-Jolie, sur le plateau du Mantois.

### Communes limitrophes
|                | Mulcent    |                  |
| Civry-la-Forêt | Orvilliers | Prunay-le-Temple |
|                | Richebourg |                  |

### Transports et voies de communications

#### Réseau routier
Elle est desservie par la route départementale 983 qui relie Mantes-la-Jolie à Houdan. Et 9 km de route nationale N 12.

#### Desserte ferroviaire
- Tacoignières - Richebourg (4,5 km) ;
- Houdan (8 km).

#### Bus
La commune est desservie par les lignes 38 et Express 60 du réseau de bus Centre et Sud Yvelines.

### Climat
Pour des articles plus généraux, voir Climat de l'Île-de-France et Climat des Yvelines.
En 2010, le climat de la commune est de type climat océanique dégradé des plaines du Centre et du Nord, selon une étude du CNRS s'appuyant sur une série de données couvrant la période 1971-2000. En 2020, Météo-France publie une typologie des climats de la France métropolitaine dans laquelle la commune est exposée à un climat océanique et est dans la région climatique Sud-ouest du bassin Parisien, caractérisée par une faible pluviométrie, notamment au printemps (120 à 150 mm) et un hiver froid (3,5 °C).
Pour la période 1971-2000, la température annuelle moyenne est de 10,7 °C, avec une amplitude thermique annuelle de 14,1 °C. Le cumul annuel moyen de précipitations est de 675 mm, avec 11,3 jours de précipitations en janvier et 8,3 jours en juillet. Pour la période 1991-2020, la température moyenne annuelle observée sur la station météorologique la plus proche, située sur la commune de Magnanville à 12 km à vol d'oiseau, est de 11,6 °C et le cumul annuel moyen de précipitations est de 641,5 mm,. Pour l'avenir, les paramètres climatiques de la commune estimés pour 2050 selon différents scénarios d'émission de gaz à effet de serre sont consultables sur un site dédié publié par Météo-France en novembre 2022.

## Urbanisme

### Typologie
Au 1er janvier 2024, Orvilliers est catégorisée bourg rural, selon la nouvelle grille communale de densité à sept niveaux définie par l'Insee en 2022.
Elle est située hors unité urbaine. Par ailleurs la commune fait partie de l'aire d'attraction de Paris, dont elle est une commune de la couronne,. Cette aire regroupe 1 929 communes,.

### Occupation des solssimplifiée
Le territoire de la commune se compose en 2017 de 89,46 % d'espaces agricoles, forestiers et naturels, 4,07 % d'espaces ouverts artificialisés et 6,47 % d'espaces construits artificialisés.

### Hameaux et lieux-dits
Hameau de Favières situé sur une colline au sud de la commune.

## Toponymie
Le nom de la localité est attesté sous les formes Urs villare, Ursvillaris et Ursvillareau au IXe siècle, Orvillers vers 1250, Osvillare en 1351.
Il s'agirait d'une formation toponymique médiévale en -viller au sens ancien de « parti d'un domaine rural », tombée dans l'attraction des noms en -ville plus courants. Il est précédé du nom de personne Ursius, utilisé par les Germains sous la forme Uro, Il est issu ultimement du latin ursus (« ours »), fréquemment employé à l'époque carolingienne. il faut voir un individu nommé Ours plutôt que l'animal !

## Histoire
Ce territoire eut dans l'histoire de nombreux propriétaires : jusqu'au XVe siècle, ce sont les familles d'Orvilliers, de Richebourg et de Tranchelion. De 1562 jusqu'au début du XVIIIe siècle, il est possession de la famille Vialard.
Au cours du XVIIIe siècle, les propriétaires vont se succéder : ce sera d'abord Charles de Bourbon, comte d’Eu, petit-fils de Louis XIV puis le roi Louis XV en 1773, Louis Jean Marie de Bourbon, duc de Penthièvre en 1775, la famille Gautier de Chailly en 1776 et la famille de Tourteau (monsieur Tourteau, conseiller du roi) en 1785. À compter de 1840, il devient possession de l'abbaye d'Orgerus.

## Politique et administration

### Liste des maires
| Période                                  | Période  | Identité        | Étiquette | Qualité |
| ---------------------------------------- | -------- | --------------- | --------- | ------- |
| Les données manquantes sont à compléter. |          |                 |           |         |
| mars 1995                                | 2001     | Chantal Burtin  |           |         |
| mars 2001                                | 2008     | Chantal Burtin  |           |         |
| mars 2008                                | 2020     | Chantal Hourson |           |         |
| 2020                                     | En cours | Marie Flis      |           |         |

### Instances administratives et judiciaires
La commune d'Orvilliers appartient au canton de Bonnières-sur-Seine et est rattachée à la communauté de communes du pays Houdanais.
Sur le plan électoral, la commune est rattachée à la neuvième circonscription des Yvelines, circonscription à dominante rurale du nord-ouest des Yvelines.
Sur le plan judiciaire, Orvilliers fait partie de la juridiction d’instance de Mantes-la-Jolie et, comme toutes les communes des Yvelines, dépend du tribunal de grande instance ainsi que de tribunal de commerce sis à Versailles,.

## Population et société

### Démographie

#### Évolution démographique
L'évolution du nombre d'habitants est connue à travers les recensements de la population effectués dans la commune depuis 1793. Pour les communes de moins de 10 000 habitants, une enquête de recensement portant sur toute la population est réalisée tous les cinq ans, les populations de référence des années intermédiaires étant quant à elles estimées par interpolation ou extrapolation. Pour la commune, le premier recensement exhaustif entrant dans le cadre du nouveau dispositif a été réalisé en 2008.

En 2022, la commune comptait 935 habitants, en évolution de +12,79 % par rapport à 2016 (Yvelines : +2,72 %, France hors Mayotte : +2,11 %).
| 1793 | 1800 | 1806 | 1821 | 1831 | 1836 | 1841 | 1846 | 1851 |
| ---- | ---- | ---- | ---- | ---- | ---- | ---- | ---- | ---- |
| 407  | 426  | 459  | 442  | 508  | 505  | 513  | 485  | 461  |

| 1856 | 1861 | 1866 | 1872 | 1876 | 1881 | 1886 | 1891 | 1896 |
| ---- | ---- | ---- | ---- | ---- | ---- | ---- | ---- | ---- |
| 453  | 425  | 454  | 422  | 384  | 382  | 352  | 382  | 402  |

| 1901 | 1906 | 1911 | 1921 | 1926 | 1931 | 1936 | 1946 | 1954 |
| ---- | ---- | ---- | ---- | ---- | ---- | ---- | ---- | ---- |
| 424  | 414  | 382  | 351  | 346  | 330  | 305  | 355  | 329  |

| 1962 | 1968 | 1975 | 1982 | 1990 | 1999 | 2006 | 2008 | 2013 |
| ---- | ---- | ---- | ---- | ---- | ---- | ---- | ---- | ---- |
| 277  | 270  | 286  | 381  | 479  | 484  | 566  | 589  | 741  |

| 2018 | 2022 | - | - | - | - | - | - | - |
| ---- | ---- | - | - | - | - | - | - | - |
| 924  | 935  | - | - | - | - | - | - | - |

#### Pyramide des âges
En 2018, le taux de personnes d'un âge inférieur à 30 ans s'élève à 41,8 %, soit au-dessus de la moyenne départementale (38 %). À l'inverse, le taux de personnes d'âge supérieur à 60 ans est de 13,5 % la même année, alors qu'il est de 21,7 % au niveau départemental.
En 2018, la commune comptait 472 hommes pour 452 femmes, soit un taux de 51,08 % d'hommes, largement supérieur au taux départemental (48,68 %).
Les pyramides des âges de la commune et du département s'établissent comme suit.
| Hommes | Classe d’âge | Femmes |
| ------ | ------------ | ------ |
| 0,0    | 90 ou +      | 0,4    |
| 3,4    | 75-89 ans    | 3,1    |
| 8,1    | 60-74 ans    | 11,9   |
| 21,2   | 45-59 ans    | 17,5   |
| 23,1   | 30-44 ans    | 27,9   |
| 15,7   | 15-29 ans    | 13,5   |
| 28,6   | 0-14 ans     | 25,7   |

| Hommes | Classe d’âge | Femmes |
| ------ | ------------ | ------ |
| 0,6    | 90 ou +      | 1,4    |
| 6      | 75-89 ans    | 7,8    |
| 13,5   | 60-74 ans    | 14,8   |
| 20,7   | 45-59 ans    | 20,1   |
| 19,6   | 30-44 ans    | 19,9   |
| 18,5   | 15-29 ans    | 16,8   |
| 21,2   | 0-14 ans     | 19,2   |

### Enseignement
La commune ne possède qu'une école primaire et maternelle, la construction d'un restaurant scolaire est à prévoir, en attendant, la restauration se déroule dans la salle des fêtes.

## Économie
Commune essentiellement agricole (grande culture céréalière)

## Culture locale et patrimoine

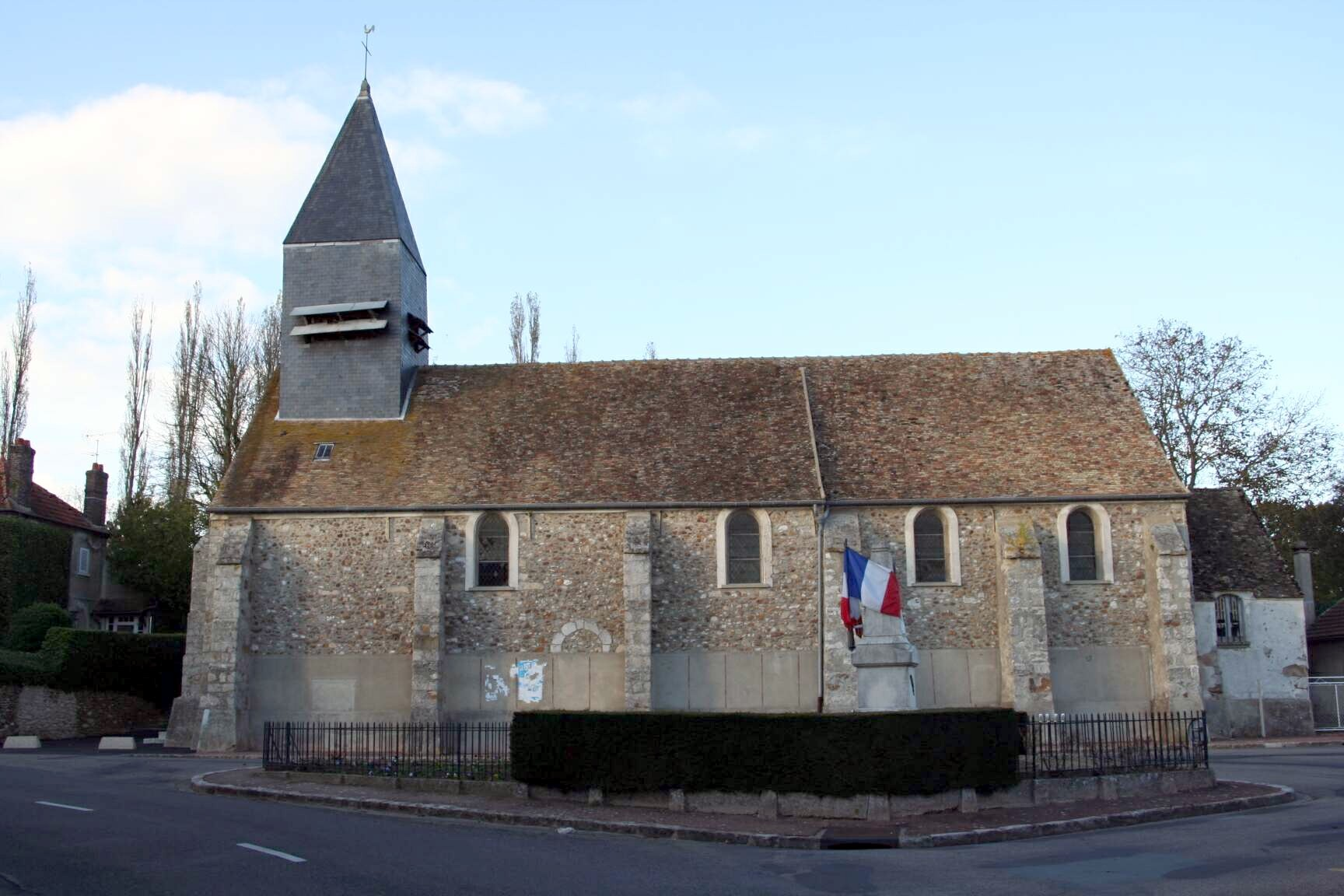

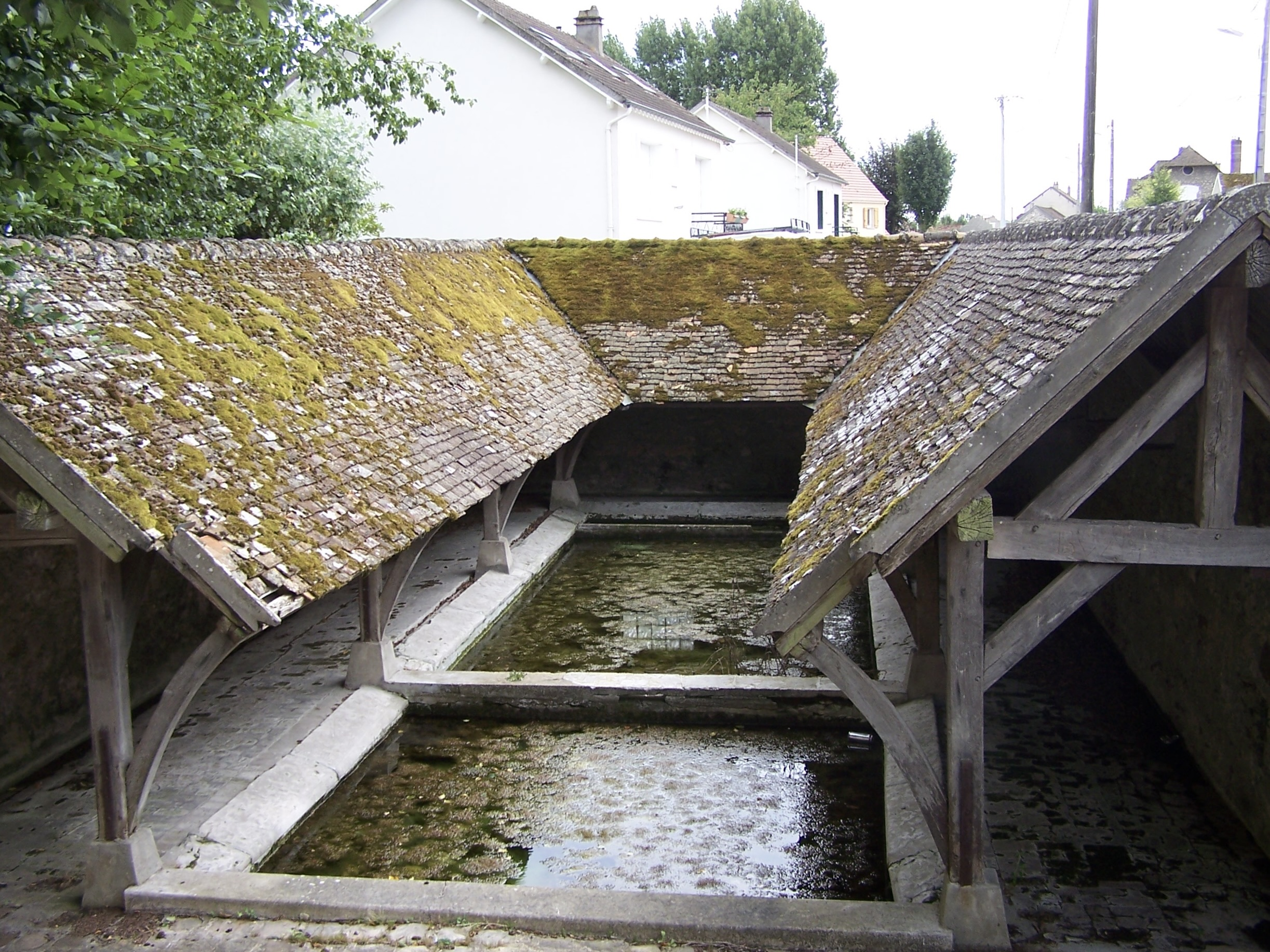

### Lieux et monuments
- Église Saint-Martin.

Édifice en pierre, construit en 1608, qui comporte une nef simple sans transept. Le clocher refait en 1932 est couvert par un toit pyramidal à quatre pans, entièrement couvert d'ardoise.
L'église contient quelques œuvres classées à l'inventaire des monuments historiques, un maître-autel en chêne datant du début du XVIIIe siècle, trois tableaux du début du XIXe siècle représentant respectivement sainte Geneviève, l'adoration des bergers et saint Martin en évêque, un groupe sculpté du XVIe siècle dit la charité de saint Martin ainsi qu'un bâton de procession du XVIIIe siècle.
- La Maison blanche.

Ancien café acquis en 1954 par un de ses oncles, elle fut la résidence du président Georges Pompidou.
- Lavoir du XIXe siècle.

En forme de U inversé, situé rue du Vieux-Lavoir.

### Personnalités liées à la commune

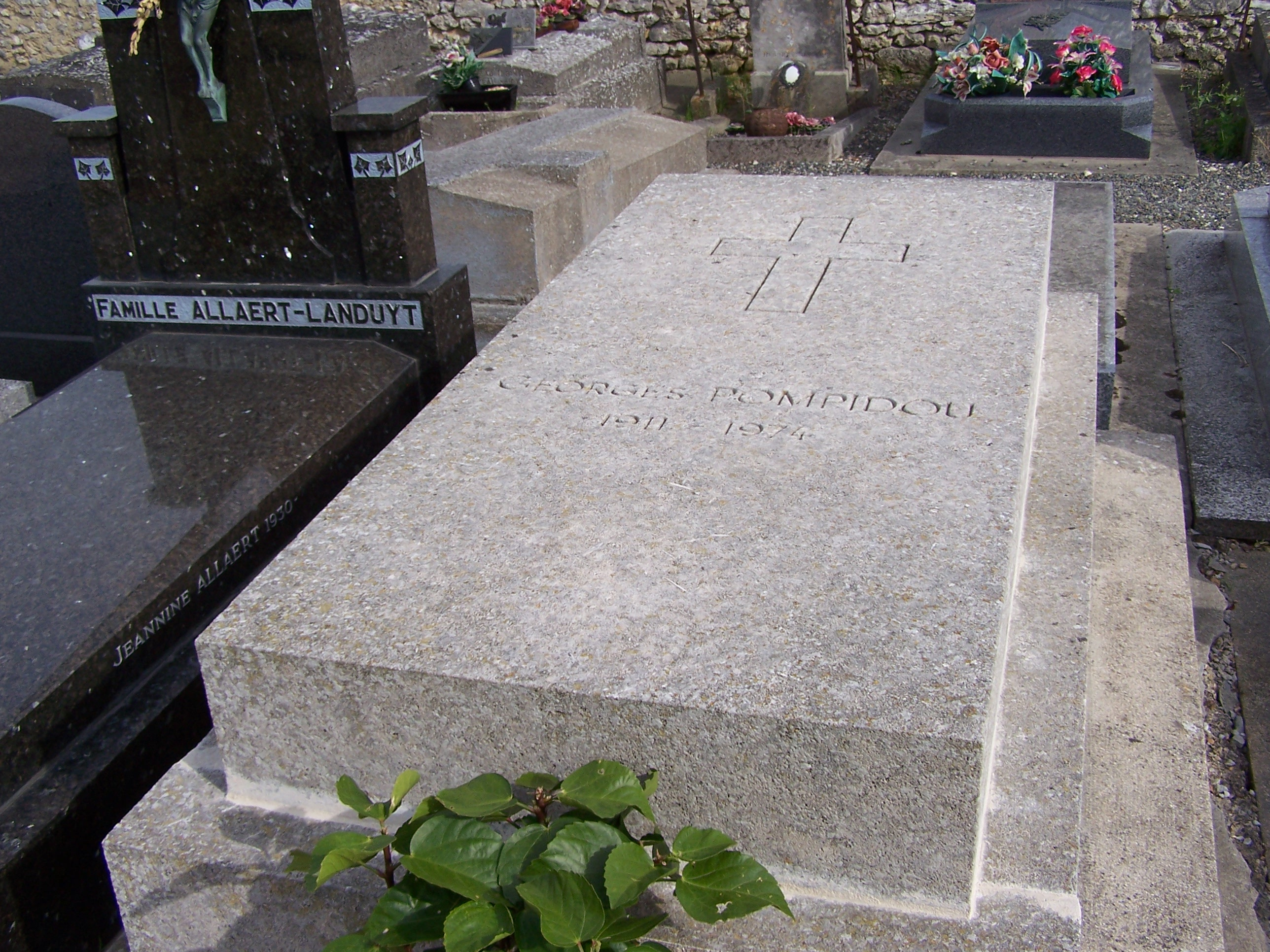
La tombe de G. Pompidou.

- Georges Pompidou (1911-1974), président de la République française, possédait une demeure dans le village, il y est enterré dans le cimetière communal, ainsi que son épouse Claude Pompidou.
- Orson Welles et Oja Kodar avaient une maison à Orvilliers, où ils tournèrent certaines scènes de film comme pour Vérités et Mensonges et The Other Side of the Wind. Cette propriété de caractère fait l'objet d'un vaste programme immobilier très controversé de cinquante-deux maisons implantées dans le grand parc de 2,5 hectares jouxtant la maison[28].
- Henri Coutière (1869-1952), écrivain, scientifique, titulaire de la chaire de zoologie à l'École supérieure de pharmacie de Paris. Retiré en 1937 dans sa propriété d'Orvilliers, il s'y éteindra le 23 août 1952.
- Geneviève Pezet (1913-2009), peintre et sculptrice, posséda à Orvilliers une résidence-atelier.
- Claude Ayot dit Claude Carrère (1930-2014), compositeur, parolier, chanteur et producteur de musique français y possédait une résidence secondaire.